# Vroege bekerzwam
De vroege bekerzwam (Peziza vesiculosa) is een schimmel die behoort tot de familie Pezizaceae. Hij leeft saprotroof, op houtsnippers, strooisel, stro, compost, mest, maar ook op karton en hout, in loofbossen, parken, moestuinen en kassen..

## Kenmerken

### Uiterlijke kenmerken
De apothecia (vruchtlichamen) zijn gesteeld tot zittend, bleek, komvormig en kunnen behoorlijk groot worden (tot 10 cm in diameter). Meestal staan er meerdere naast elkaar. De rand is naar binnen gekruld en onregelmatig gegolfd. De witachtige of bleek okerkleurige buitenkant is plakkerig tot schilferig en heeft talrijke kleine blaasjes. De doorsnee is 3–9 cm. Het is glad, eerst bleek geelbruin en later melkachtig koffiekleurig. De korte steel is gekleurd als de buitenkant van de beker en staat vaak scheef. De soort wordt als giftig beschouwd.

### Microscopische kenmerken
De asci zijn cilindrisch en zijn 310-380 × 19-23 µm groot. De ascosporen zijn glad, hyaliene, ellipsoïde, hebben geen oliedruppels en meten 18-24 × 9-14 µm. De parafysen zijn draadvormig, 5-10 µm breed, aan de top en hebben 1 a 2 septa in de bovenste 100 µm.

## Verspreiding
Peziza vesiculosa is een algemene soort van Europa, met verspreide waarnemingen in andere delen van de wereld. Hij komt algemeen voor in Nederland. De bekerzwam staat niet op de rode lijst en hij is niet bedreigd.

## Foto's

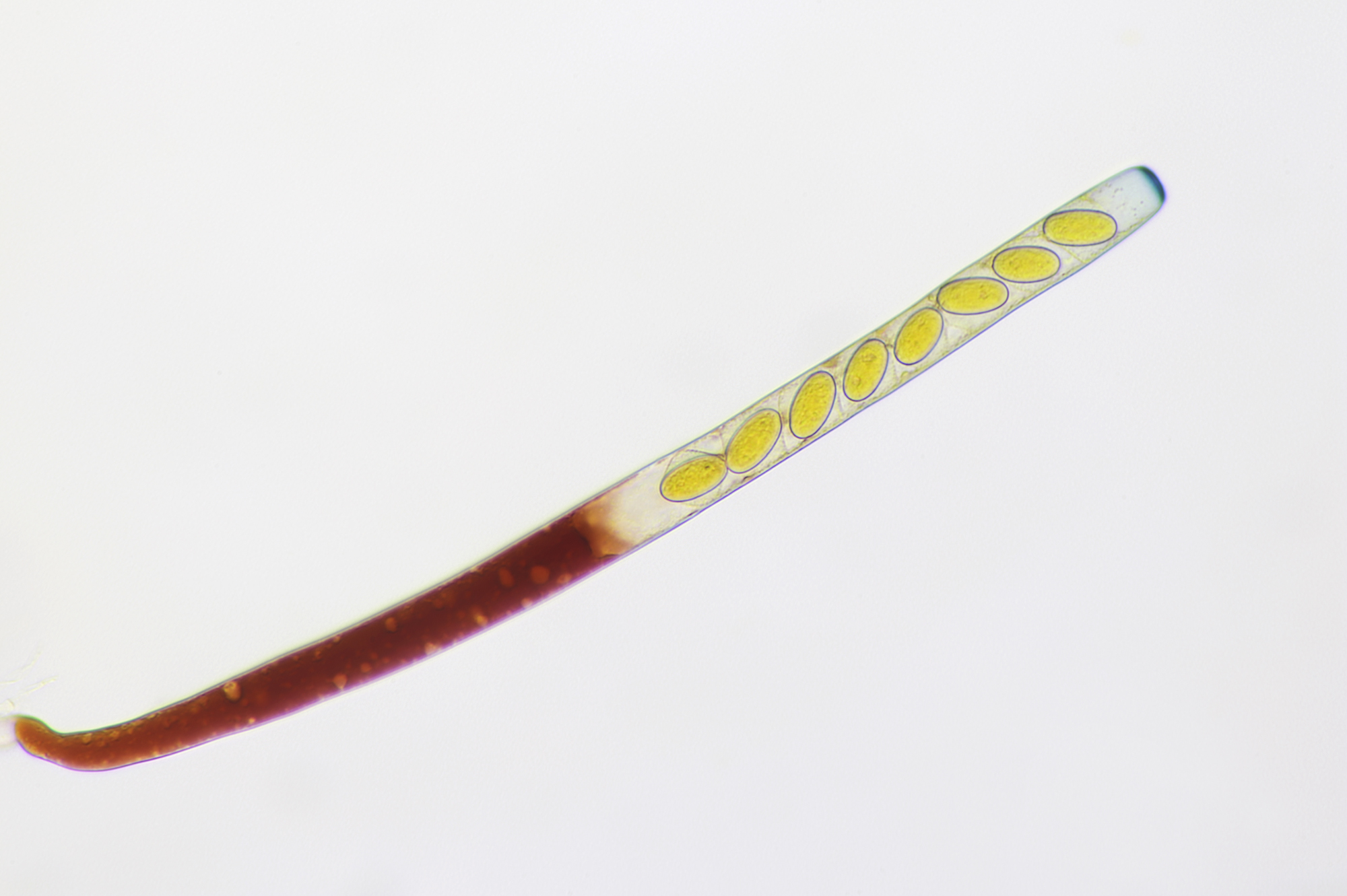
Ascus
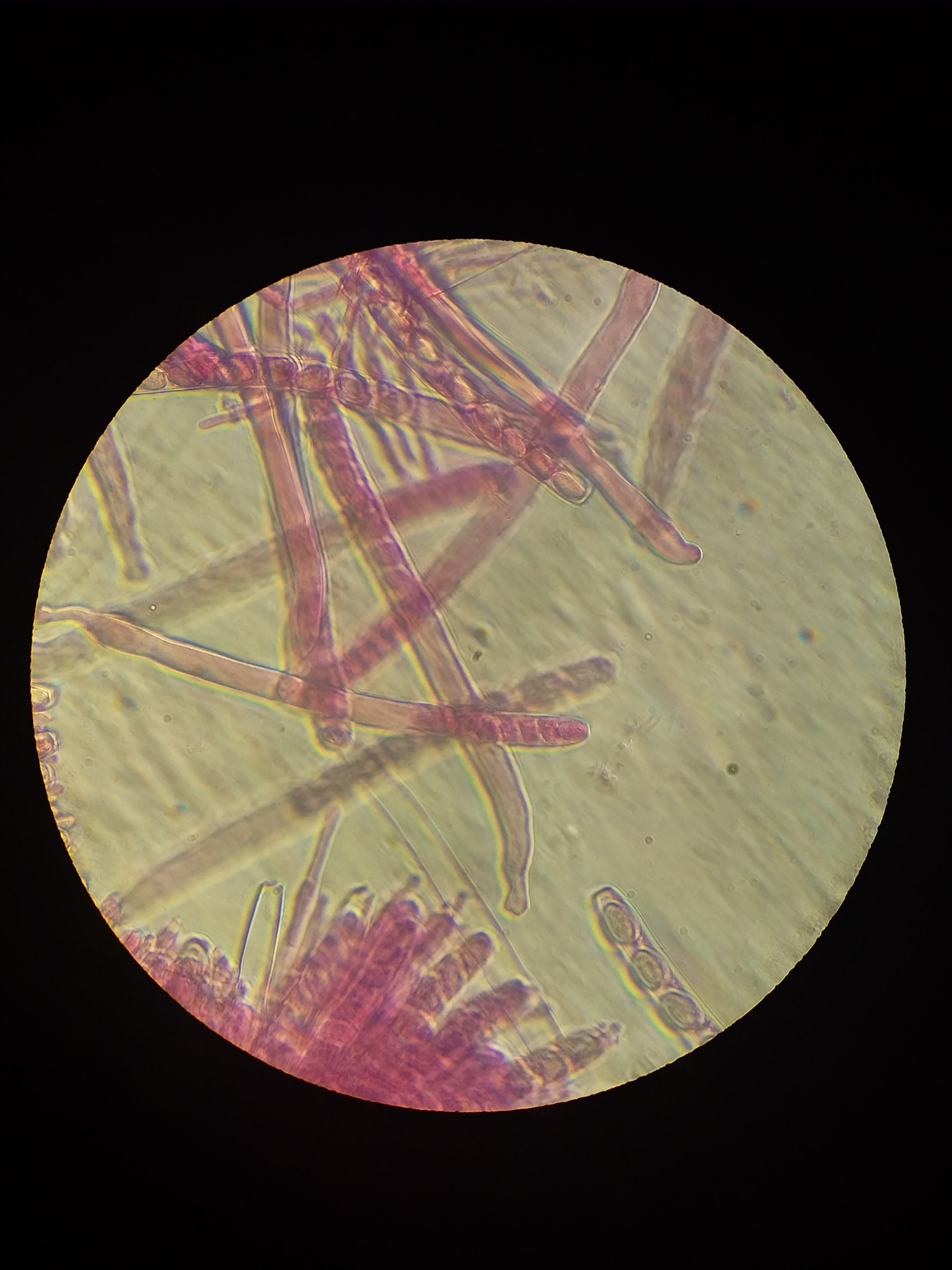
Asci en parafysen